# 香川葉月
香川 葉月（かがわ はづき、1972年9月14日 - ）は、日本の女性声優。以前はアクセントに所属していた。兵庫県出身。旧名は香川 佳子（かがわ よしこ）。

## 出演作品

### テレビアニメ
1998年
- serial experiments lain（女の子）

2001年
- 地球少女アルジュナ（女子B）
- Dr.リンにきいてみて!（リンリン）
- 花右京メイド隊（いちご）

2003年
- ガンパレード・マーチ 〜新たなる行軍歌〜（アナウンス、女性アナウンサー）
- 人間交差点（アシスタント）

### OVA
- 花右京メイド隊（いちご）

### ゲーム
- クロス探偵物語（高梨まゆな）